# Backa (Kungsbacka)
Backa is een plaats in de Zweedse gemeente Kungsbacka in de provincie Hallands län en het landschap Halland. De plaats heeft 1516 inwoners (2005) en een oppervlakte van 141 hectare.